# Ara severus
El Maracano (Ara severus), también llamado maracaná grande, guacamayo severo, guacamaya cariseca, parabachi o simplemente maracaná, es un ave de la familia de los loros (Psittacidae) natural de América. Su ubicación se extiende desde las selvas del Darién en Panamá y Colombia hasta la cuenca del Amazonas, llegando al centro de Bolivia y el centro de Brasil.[cita requerida]

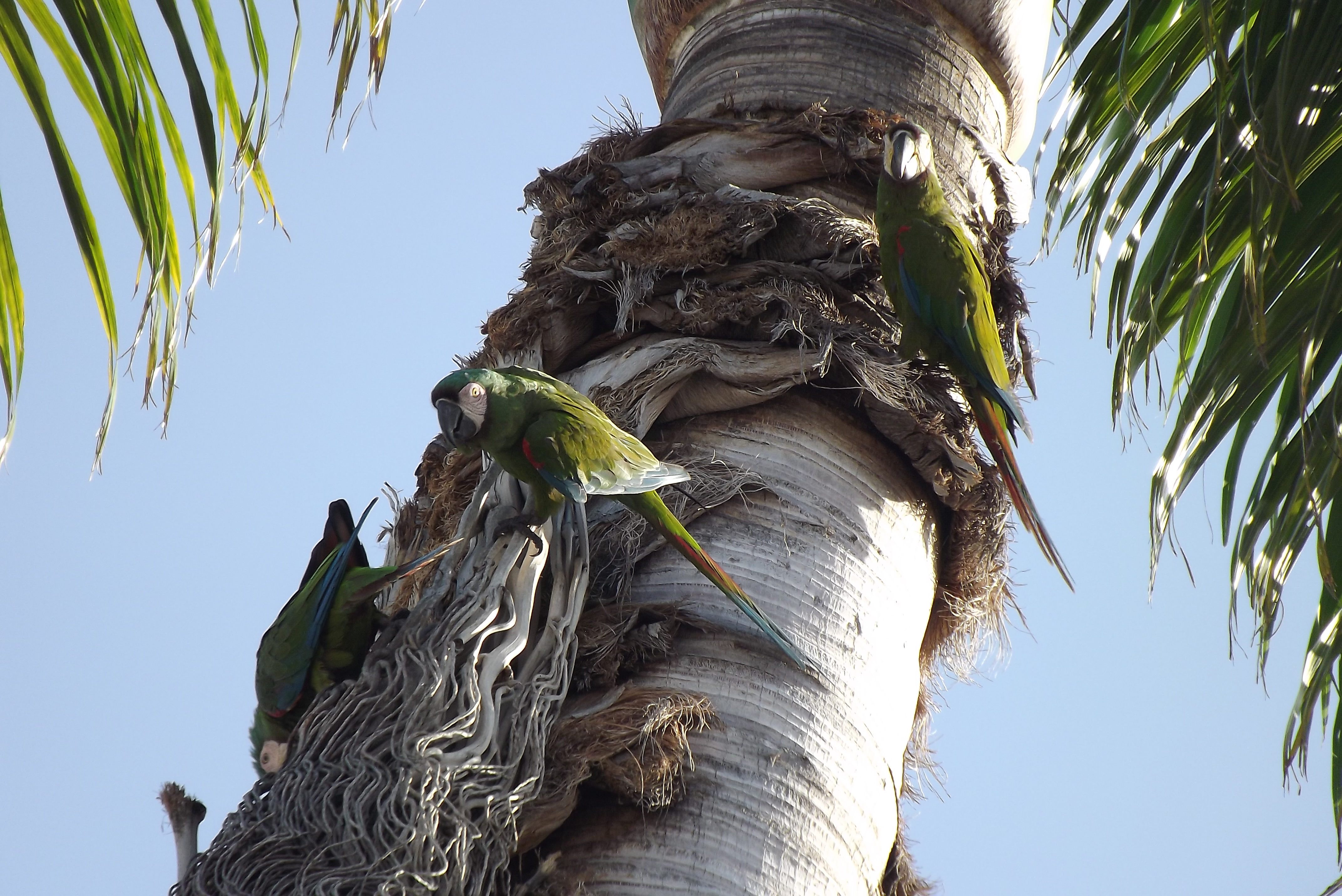
Grupo de tres Guacamayos Maracaná grande (Ara severus) descansando en una palmera en Maracay - Venezuela

Habita en las selvas tropicales. Se le documenta desde el nivel del mar hasta los 1700 m s. n. m.. ciudad de Mérida en Venezuela 
Anida en los huecos de los árboles y palmas, así como en las grietas de las barrancas. La nidada consiste de 2 a 3 huevos.
Es considerado un guacamayo pequeño: de adulto mide entre 40 y 50 cm de longitud; los machos pesan entre 350 y 390 g y las hembras de 300 a 360 g.
En su plumaje predomina el color verde, excepto por la parte inferior de las alas, que es roja, y la parte superior de las primarias, que es azul; las plumas de la cola también son rojas y azules.

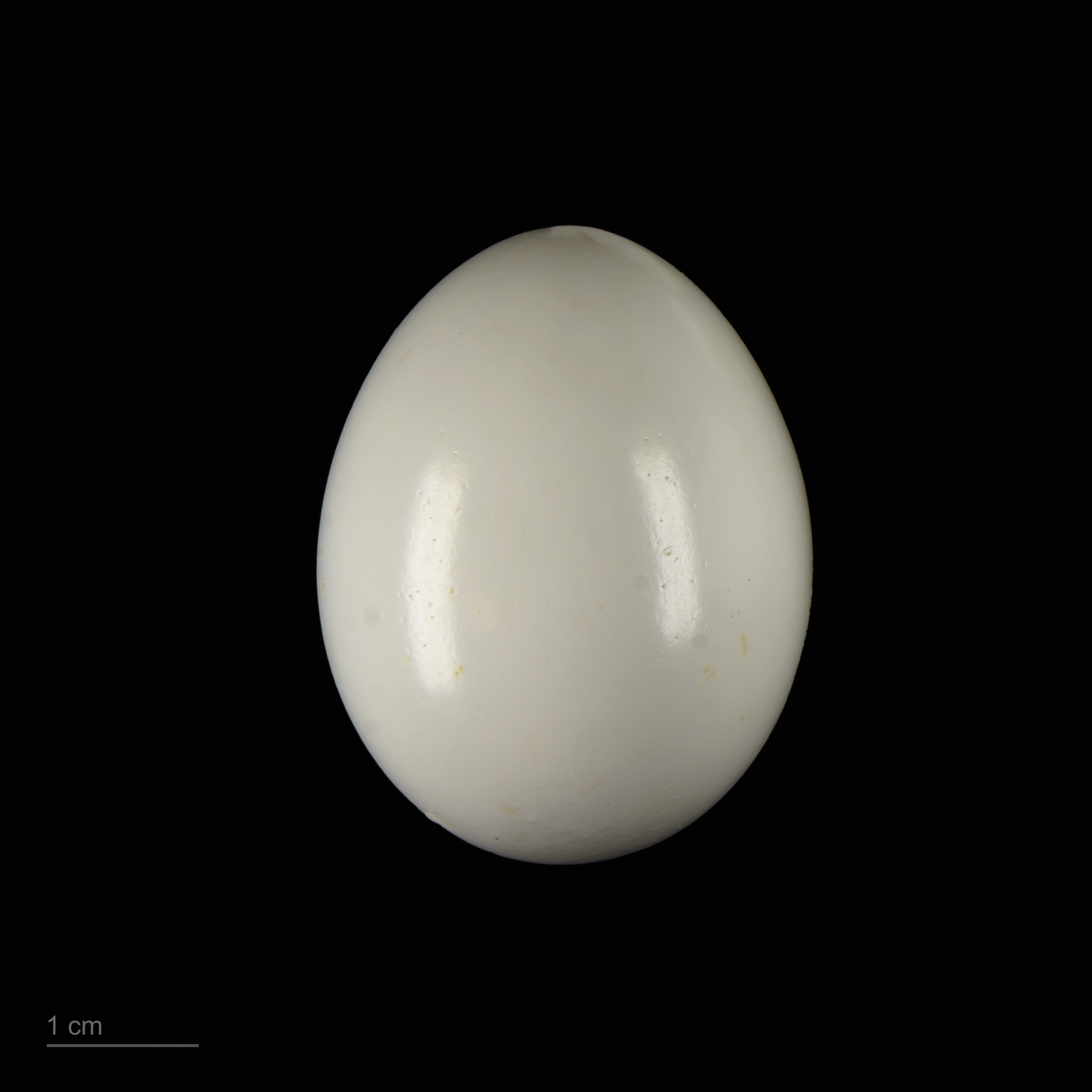
Ara severus - MHNT